# Sveriges ambassad i Damaskus
Sveriges ambassad i Damaskus är Sveriges diplomatiska beskickning i Syrien som är belägen i landets huvudstad Damaskus. Beskickningen består av en ambassad, ett antal svenskar utsända av Utrikesdepartementet (UD) och lokalanställda. Ambassaden representerar Sverige i Syrien och Libanon och administrerar Sveriges relationer med de båda länderna. Chargé d’affaires är Peter Semneby och är baserad i Beirut på grund av säkerhetsläget.

## Historia
Sverige upprättade diplomatiska förbindelser med Syrien kort efter självständigheten 1946 och har sedan 1974 en ambassad i Damaskus.
I februari 2008 sattes den svenska, tillsammans med den chilenska och danska ambassaden i Damaskus i brand efter ha stormats till följd av protester som föld publiceringen av teckningarna av profeten Muhammed i danska tidningen Jyllands-Posten. Den svenska, chilenska och danska ambassaden låg i samma byggnad.
På grund av det försämrade säkerhetsläget i Syrien beslutade Utrikesdepartementet (UD) den 29 mars 2012 att tills vidare reducera verksamhet och personal vid ambassaden i Damaskus. Ambassaden är fortsatt öppen men den utsända personalen är baserad i Beirut och bemanningen i Damaskus är avhängig säkerhetsläget.

## Beskickningschefer
| Namn                    | Period    | Funktion          | Anmärkning                                                                                             |
| ----------------------- | --------- | ----------------- | --- |
| Widar Bagge             | 1947–1951 | Ambassadör        | Sidoackrediterad från ambassaden i Kairo.                                                              |
| Gustaf Weidel           | 1951–1955 | Ambassadör        | Sidoackrediterad från ambassaden i Kairo.                                                              |
| Brynolf Eng             | 1955–1957 | Ambassadör        | Sidoackrediterad från ambassaden i Kairo.                                                              |
| Åke Sjölin              | 1957–1960 | Ambassadör        | Sidoackrediterad från ambassaden i Beirut.                                                             |
| Gösta Brunnström        | 1961–1965 | Ambassadör        | Sidoackrediterad från ambassaden i Beirut.                                                             |
| Claës Ivar Wollin       | 1965–1969 | Ambassadör        | Sidoackrediterad från ambassaden i Beirut.                                                             |
| Åke Jonsson             | 1969–1974 | Ambassadör        | Sidoackrediterad från ambassaden i Beirut.                                                             |
| Jean-Jacques von Dardel | 1974–1978 | Ambassadör        | Sidoackrediterad från ambassaden i Beirut.                                                             |
| Sten Strömholm          | 1979–1983 | Ambassadör        | Sidoackrediterad från ambassaden i Beirut.                                                             |
| Göran Berg              | 1983–1987 | Ambassadör        | |
| Rolf Gauffin            | 1987–1991 | Ambassadör        | Sidoackrediterad i Beirut 1990–1991.                                                                   |
| Stig Elvemar            | 1991–1994 | Ambassadör        | Sidoackrediterad i Beirut.                                                                             |
| Jan Axel Nordlander     | 1994–1997 | Ambassadör        | Sidoackrediterad i Beirut.                                                                             |
| Tommy Arwitz            | 1997–2002 | Ambassadör        | Sidoackrediterad i Beirut (till 1999).                                                                 |
| Viola Furubjelke        | 2002–2005 | Ambassadör        | Sidoackrediterad i Beirut (från 2001 då ambassaden stängdes).                                          |
| Catharina Kipp          | 2005–2008 | Ambassadör        | Sidoackrediterad i Beirut.                                                                             |
| Niklas Kebbon           | 2008–2015 | Ambassadör        | Sidoackrediterad i Beirut.                                                                             |
| Diana Janse             | 2015–2015 | Chargé d’affaires | Normalt sidoackrediterad från ambassaden i Damaskus, dock baserad i Beirut på grund av säkerhetsläget. |
| Peter Semneby           | 2015–2017 | Chargé d’affaires | Normalt sidoackrediterad från ambassaden i Damaskus, dock baserad i Beirut på grund av säkerhetsläget. |